# 須文蔚
須文蔚（1966年－），台灣台北市人，數位文學理論家、網路作家、文學與文化評論家，主要創作文類為現代詩與報導文學。學術專長涵蓋文學傳播、傳播法律、現代詩等，曾任文學刊物主編、總編輯、編輯顧問、公共電視文化事業基金會董事、國立東華大學華文文學系特聘教授暨系主任、宜蘭花蓮縣數位機會中心主任、教育部邁向數位平權推動計畫團隊主持人、台灣文學發展基金會董事、《新聞學研究》副主編。現為國立臺灣師範大學國文學系教授、文學院院長、全球華文寫作中心主任。

## 生平

### 學生時期
須文蔚畢業於臺北市立民族國民中學與臺北縣私立辭修高級中學，大學就讀東吳大學法律系比較法學組，在鄭瑞城教授指導下完成學位論文並取得國立政治大學新聞研究所碩士與博士。

### 相關職務
曾任九二一全國民間災後重建聯盟（全盟）執行秘書兼發言人、中華傳播學會理事與監事、中央通訊社董事、行政院青年輔導委員會委員、新台灣人文教基金會執行長、國立東華大學華文文學系特聘教授、研發長、共同教育委員會主任委員、華文文學系主任、數位文化中心主任、楊牧文學研究中心主任，《創世紀詩刊》主編，《乾坤》詩刊總編輯等。
研究方面，曾獲得國科會89年度甲種研究獎勵，國立東華大學101 學年度延攬及留任國內外各類頂尖人才學術獎勵、102、104 學年度研究優良教授，以及兩屆全校教學優良教師。

### 網路文學
須文蔚在1996年發表了論文〈邁向網路時代的文學副刊〉，討論文學副刊面對網路發展的因應之道，是台灣最早體系討論數位科技對文學造成衝擊的論文。在研究之餘，也實際經營數位詩創作網站「觸電新詩網」，集結創作與評論。2009年，須文蔚為《臺灣大百科全書》撰寫「數位文學」與「報導文學」兩個條目。
須文蔚在杜十三與侯吉諒的協助下，建立了台灣第一個文學資料庫《詩路：台灣現代詩網路聯盟》。在資料庫中，蒐集了台灣重要的現代詩創作、評論與刊物資料，並且在文建會停止補助後，以一人之力維持資料庫運作。
《台灣數位文學論》出版於2003年。該書以文學、美學與傳播理論為核心開展數位文學的各種課題，是台灣第一本討論數位文學的專門著作。

## 出版著作

### 詩集
- 《旅次》（創世紀，1994）
- 《魔術方塊》（遠流，2013）

### 散文集
- 《怦然心動的文學課》（時報文化，2024）

### 文學研究
- 《台灣數位文學論》（二魚，2003）
- 《台灣文學傳播論》（二魚，2009）

### 報導文學
- 《看見機會：我在偏鄉15年》（時報文化，2019）

### 合著
- 《臺灣的臉孔》（遠流）
- 《烹調記憶：做一道家常菜》（遠流）
- 《月牙公主》（秀威少年）

### 合編
- 《報導文學讀本》（與向陽合編）

## 獲獎
- 東吳大學雙溪現代文學獎現代詩組首獎與第三名。
- 大專法律盃冠軍（最佳辯士）。
- 大專租稅盃辯論賽冠軍。
- 國科會89年度甲種研究獎勵。
- 中華民國新詩學會全國優秀青年詩人獎。
- 創世紀40週年詩創作獎優選獎。
- 86年度「詩運獎」。
- 創世紀45週年詩創作推薦獎。
- 五四獎（青年文學獎）。
- 94年度中國文藝協會中國文藝獎章（文學評論）。
- 92學年度國立東華大學教學特優教師。
- 96年度全國大專校院辦理志願服務績優教師。
- 97學年度國立東華大學人文社會學院教學特優教師。
- 98年電子化成就獎（優選）。